# Souconna
Souconna war in der keltischen Mythologie die weibliche Gottheit des Flusses Saône. Dieser Fluss trug ab dem 4. Jahrhundert n. Chr. den Namen Souconna, der ältere Name für ihn war Arar (im Stammesnamen der Ambarrer vorzufinden, Ambi-arari = „die an beiden Seiten des Arar Wohnenden“).
Im Jahre 1912 wurde eine Weiheinschrift für diese Göttin in Chalon-sur-Saône (Burgund) gefunden (ILTG 314). Ein weiterer Epigraph in der Nähe von Sagonne (Département Cher, frühere römische Provinz Gallia Aquitania) trägt zwar auch diesen Namen, es dürfte sich aber wegen der großen Distanz zwischen den beiden Fundorten möglicherweise um eine andere Gottheit handeln.
Bei Ammianus Marcellinus wird der Fluss als Sauconna bezeichnet, möglicherweise in Ableitung von Sac’hauna oder Sac’hoon (keltisch: „schlafendes Wasser“), wegen seiner langsamen Flussgeschwindigkeit.

## Einzelbelege
1. ↑  Helmut Birkhan: Kelten. Versuch einer Gesamtdarstellung ihrer Kultur. S. 689.
2. ↑  CIL XIII, 11162 [Nu]m(ini) Aug(usti) d(eae) Souco[nae] / [Di]vixtus Silani f(ilius)
3. ↑  Recherche des antiquités et curiosités de la ville de Lyon von Jacob Spon,Monfalcon Seite 189 (französisch)